# 倉庫証券
倉庫証券（そうこしょうけん）とは、倉庫営業者が寄託者からの請求により発行する有価証券であり、寄託物の返還請求権を表章する。倉庫営業者は寄託者の請求により寄託物の預証券（あずかりしょうけん）および質入証券（しちいれしょうけん）を発行するか、または倉荷証券（くらにしょうけん）を発行しなければならず（商法598条・627条1項）、これらを総称して倉庫証券と呼ぶ（倉庫業法2条3項）。
- 商法について以下では、条数のみ記載する。

## 概要
倉庫証券を発行できるのは、国土交通大臣の許可を受けた倉庫業者のほか、一定の事業協同組合、商店街振興組合、水産業協同組合、森林組合、農業倉庫業者に限られる（倉庫業法13条1項など）。
倉庫証券は指図証券であり、裏書により譲渡・質入することができる（603条1項）。倉庫証券の引渡しは寄託物の引渡しと同一の効力を持つ（604条）。寄託物の返還請求は倉庫証券と引き換えにしなければならず、預証券および質入証券の発行を受けた場合は、これら双方と引き換えにすることを要する（620条）。
預証券および質入証券を発行する立法を複券主義、倉荷証券を発行する立法を単券主義と呼ぶ。日本の商法はこれらの併用である。複券の発行を受けると、寄託物を質入したまま他人に売却することができるという利点があるが、現在日本ではほとんど用いられておらず、倉荷証券を発行するのが常である。
貴金属などの商品先物取引では、商品取引所の指定した倉庫会社の発行した倉荷証券を受渡しに使用する。